# پورتیکو دی کاسرتا
پورتیکو دی کاسرتا (به ایتالیایی: Portico di Caserta) یک کومونه در ایتالیا است که در استان کسرتا واقع شده‌است.

## خصوصیات
پورتیکو دی کاسرتا ۱٫۸۲ کیلومترمربع مساحت و ۷٬۶۳۴ نفر جمعیت دارد و ۳۳ متر بالاتر از سطح دریا واقع شده‌است.